# Eclipse lunar de 17 de agosto de 1970
| Eclipse Lunar Parcial 17 de agosto de 1970                                                                  | Eclipse Lunar Parcial 17 de agosto de 1970 |
| --- | ------------------------------------------ |
| A Lua cruza a extremidade sul do cone de sombra da Terra, de oeste para leste (da direita para a esquerda). |                                            |
| Gamma | -0,8053                                    |
| Saros (e membro)                                                                                            | 118 (49 de 73)                             |
| Sequência de eclipses lunares                                                                               |                                            |
| Anterior | 21 de fevereiro de 1970                    |
| Próximo | 10 de fevereiro de 1971                    |
| Duração (hr:mn:sc)                                                                                          |                                            |
| Penumbral                                                                                                   | 4:30:42                                    |
| Parcial | 2:11:23                                    |
| Fases e Horários do Eclipse (UTC)                                                                           |                                            |
| P1 | 1:08:04                                    |
| U1 | 2:17:44                                    |
| Máximo | 3:23:25                                    |
| U4 | 4:29:07                                    |
| P4 | 5:38:46                                    |

O eclipse lunar de 17 de agosto de 1970 foi um eclipse parcial, o segundo de dois eclipses lunares do ano. Teve magnitude penumbral de 1,3522 e umbral de 0,4080. Teve duração total de 131 minutos.
A sombra da Terra na lua era claramente visível neste eclipse, com 41% da Lua na sombra; o eclipse parcial durou 2 horas e 11 minutos.
A Lua cruzou a extremidade sul do cone da sombra da Terra, em nodo ascendente, dentro da constelação de Capricórnio.

## Série Saros
Eclipse pertencente ao ciclo lunar Saros de série 118, sendo este de número 49, totalizando 73 eclipses da série. O eclipse anterior do ciclo foi o eclipse parcial de 5 de agosto de 1952, e o eclipse seguinte será com o eclipse parcial de 27 de agosto de 1988.

## Visibilidade
Foi visível nas Américas, Europa, África, e Oriente Médio.
| Região do planeta onde foi visível durante o máximo do eclipse - 3:23 UTC. O Brasil, obteve a melhor observação do meio do eclipse, de onde foi visível à meia-noite. |
| Mapa de visibilidade do eclipse |